# Paceville
Paceville (kiejtése 'pácsevill') San Ġiljan egyik városrésze, a turisták kedvelt szálláshelye és Málta éjszakai életének egyik központja. Számos nyelviskola is található itt. Nevét állítólag Giovanni Pace ügyvédről kapta, aki az első épületeket építtette itt. Vallettától 3, a repülőtértől kb. 7 kilométerre fekszik a tengerparton.

## Története
Paceville létét az 1930-as években épült néhány nyaralónak köszönheti, amelyek kedveltté tették a Spinola Bay öblöt. A közeli St. Andrew's erőd (ma Pembroke) katonái szívesen jártak ide a két világháború között. Az eredeti házak ma már elvesznek a sokemeletes szállodák és bérházak között. A terület a 20. század második felétől egyre több szállodának, étteremnek, majd kaszinónak, diszkónak és night clubnak adott otthont, és mára vitathatatlanul az ország éjszakai életének fellegvára.
A 2010-es 54. sz. kormányrendelet értelmében 2010. március 27-én részlegesen önálló ún. 'mini-tanácsot' (hivatalosan Administrative Committee, 'adminisztratív bizottság') választhatott.

## Nevezetességei
- Éjszakai szórakozóhelyek: Máltán itt találhatók a legnagyobb sűrűségben
- A Dragonara-öböl tengerpartja

## Közlekedése
Autóval Valletta felől Marsán keresztül, a repülőtér felől Luqa-n keresztül érhető el a kétszer két sávos főút, itt Sliema és San Ġiljan/St. Julian's kiírásait követve érhető el.
Egyetlen autóbuszjárat érinti közvetlenül, ám San Ġiljan megállói sétálótávolságra vannak. Közvetlen autóbuszjárata:
- 120 (Xgħajra-Pembroke)

Éjszakai buszok 30-60 percenként indulnak az ország minden részébe.